# AL-14
La AL-14 o Acceso al Puerto de Almería es una autovía española que sirve como enlace de la Autovía del Mediterráneo hacia el puerto y el poniente de Almería. Su longitud es de escasamente 2,5 km, y su trazado no es exactamente como el de una autovía convencional. Su trayecto comienza en la N-340A, atraviesa un túnel de 100 m y un carril por sentido, y toma una pendiente ascendente del 8 %. A partir de aquí, existen dos carriles ascendentes y uno descendente, sin separación mediante una mediana. La velocidad máxima está limitada a 90 km/h. Tan solo tiene salidas hacia caminos rurales sin asfaltar. Acaba en la conexión con la Autovía A-7.
El carril descendente se encuentra en mal estado, al haber unas obras de demolición y allanamiento de un cerro cercano. También hay una curva peligrosa justo a la entrada del túnel.